# Easy Rider (Soundtrack)
Das Album Easy Rider ist der Soundtrack zum gleichnamigen Film aus dem Jahr 1969.

## Geschichte
Ursprünglich sollte die Folkrockband Crosby, Stills and Nash die Musik für den Film Easy Rider nachliefern. Provisorisch verwendete Peter Fonda, Co-Produzent und (mit Dennis Hopper) Drehbuchautor des Films sowie einer der Hauptdarsteller einige seiner damaligen Lieblingssongs (anderen Quellen zufolge ist der US-amerikanische Filmeditor Donn Cambern für die Musikauswahl verantwortlich). Sie passten so gut, dass die geplante nachträgliche Vertonung nicht mehr stattfand. David Crosby, Stephen Stills und Graham Nash äußerten nach dem Betrachten einer Rohfassung des Films, sie hätten ihn nicht besser musikalisch untermalen können. Die Lizenzgebühren für die Musik überstiegen mit mehr als einer Million US-Dollar das Filmbudget. 
Der Soundtrack wurde im August 1969 von der Schallplattenfirma ABC Records veröffentlicht und 1970 an Reprise Records weitergegeben. Die LP erreichte im September 1969 Platz 6 der Billboard Album Charts.
Die Lieder erscheinen, mit wenigen Ausnahmen, weitgehend in der gleichen Anordnung wie im Film. Zwei Stücke, Let’s Turkey Trot von Little Eva und Flash, Bam, Pow von The Electric Flag, wurden nicht übernommen, das zweimal gespielte Wasn’t Born to Follow von den Byrds kommt nur einmal vor. Aus Lizenzgründen konnte das Original des Songs The Weight von The Band nicht auf der LP erscheinen, stattdessen findet sich dort eine sehr ähnliche Coverversion von Smith.
Bob Dylan, der um einen Beitrag gebeten worden war, begnügte sich damit, die ersten Zeilen von Ballad of Easy Rider zu schreiben. Er gab die Aufgabe an den Byrds-Frontmann Roger McGuinn weiter, dessen für den Film aufgenommene Coverversion des Dylan-Songs It’s Alright, Ma (I’m Only Bleeding) (das Original konnte aus rechtlichen Gründen nicht verwendet werden) ebenfalls zum Soundtrack gehört.
Im Gegensatz zur Originalausgabe wurden Lieder und Übergänge späterer Pressungen sowie bei der CD teilweise mit Motorradgeräuschen hinterlegt.

## Titelliste
1. Steppenwolf: The Pusher (Hoyt Axton) – 5:49
zuerst erschienen auf dem Album Steppenwolf (1968)
2. Steppenwolf: Born to Be Wild (Mars Bonfire) – 3:37
zuerst erschienen auf dem Album Steppenwolf (1968)
3. Smith: The Weight (Robbie Robertson) – 4:29
im Film von The Band – zuerst erschienen als Single (1968)
auf der LP von Smith – für das Album 1969 gecovert
4. The Byrds: Wasn’t Born to Follow (Carole King/Gerry Goffin) – 2:03 
zuerst erschienen auf dem Album The Notorious Byrd Brothers (1968)
5. The Holy Modal Rounders: If You Want to Be a Bird (Antonia Duren) – 2:35 
zuerst erschienen auf dem Album The Moray Eels Eat the Holy Modal Rounders (1968)
6. The Fraternity of Man: Don’t Bogart Me (Elliot Ingber/Larry Wagner) – 3:05
zuerst erschienen auf dem Album Fraternity of Man (1968)
7. The Jimi Hendrix Experience: If 6 Was 9 (Jimi Hendrix) – 5:35
zuerst erschienen auf dem Album Axis: Bold as Love (1967)
8. The Electric Prunes: Kyrie Eleison/Mardi Gras (Traditional, arrangiert von David Axelrod) – 4:00
zuerst erschienen auf dem Album Mass in F Minor (1968)
9. Roger McGuinn: It’s Alright, Ma (I’m Only Bleeding) (Bob Dylan) – 3:39
im Original zuerst auf dem Bob-Dylan-Album Bringing It All Back Home (1965) veröffentlicht
im Film und auf der LP von Roger McGuinn – aus rechtlichen Gründen 1969 für den Film gecovert
10. Roger McGuinn: Ballad of Easy Rider (Roger McGuinn/Bob Dylan) – 2:14
keine vorherige Veröffentlichung